# RMS Carpathia
RMS Carpathia, bila je putnički preko-oceanski parobrod u vlasništvu tvrtke Cunard Line transatlantic. Svoje prvo putovanje imala je 1903. godine, a najpoznatija je po spašavanju preživjelih s Titanica. 

## Povijest
RMS Carpathia bila je dužine 170 metara, širine 20, težine 13.555 BRT-a i maksimalne brzine oko 15 čvorova tj. 28 km/h. Sagrađena je u brodogradilištu Wallsend Shipyard u Newcastleu. Gradnja broda počela je 10. rujna 1901. godine, 6. kolovoza 1902. godine porinut je u more, a 24. travnja 1903. godine gradnja je dovršena. Brod je mogao primiti 100 putnika 1. razreda, 200 putnika u 2. razredu i 2.000 putnika 3. razreda, a na prvo putovanje krenula je 5. svibnja 1903. godine iz Liverpoola prema Bostonu. Matična luka bio joj je Liverpool. 
U Prvome svjetskom ratu Carpathia je korištena u vojne svrhe. Od 1915. godine bila je na liniji New York – Liverpool kao brod za opskrbu. Dne  17. srpnja 1918. godine potopila ju je njemačka podmornica U55. Poginulo je pet članova posade a 275 preživjelih spasio je brod HMS Snowdrop. Olupina Carpathije pronađena je prije nekoliko godina oko 220 km jugozapadno od Fastnet Rocka, kod Irske  i u izuzetno lošem je stanju.

## Spašavanje preživjelih sTitanica
Carpathijina linija bila je Rijeka (tada u Austro-Ugarskoj) - New York, a od posade na brodu njih 84 bili su hrvatski pomorci. Britanska parobrodarska kompanija Cunard Line 1903. godine otvorila je tu prekooceansku liniju, a Carpathia pristajala je u Trstu, Napulju, Palermu, Messini, Genovi i Gibraltaru, te konačno u New Yorku. 
Carpathia je u trenutku primanja signala bila oko 58 milja od Titanica, dok je brod Californian bio udaljen manje od 20 milja, no oni nisu uhvatili Titanicov poziv u pomoć, a iako su vidjeli rakete koje su ispaljene s Titanica, nisu ih protumačili kao poziv u pomoć. Nakon što je Carpathia primila SOS signal s Titanica, kapetan Arthur Henry Rostron donio je odluku o kretanju prema Titanicu najvećom mogućom brzinom, unatoč potencijalnoj opasnosti od santi leda na tome području. Iako je maksimalna brzina broda bila 15 čvorova na sat, zahvaljujući njegovoj naredbi da se topla voda ne koristi za nikakve druge svrhe radi što bolje iskoristivosti parnog stroja, brod je postigao brzinu od 17 čvorova na sat. Na mjesto potonuća Titanica Carpathia je stigla 15. travnja 1912. godine, u četiri ujutro, sat i 40 minuta nakon potonuća, te je nakon kraće potrage pronašla čamce za spašavanje na kojima je bilo 706 putnika (od ukupno 2.223 koliko ih je bilo na brodu). Od 30 hrvatskih putnika na Titanicu, preživjelo ih je samo troje (Mara Osman-Banski iz Vagovine pored Čazme, Ivan Jalševac iz Topolovca pokraj Siska i Nikola Lulić iz Konjskog Brda pored Perušića.).

### Svjedoci
- Na brodu Carpathiji je bila i osječka učiteljica Marija Bartowski, koja je iz Rijeke krenula u New York, i dok se vraćala, zatekla je 17 čamaca (tadašnji putnici su mislili da ih je bilo 19) i gledala spasitelje s Carpathie kako spašavaju unesrećene putnike potonulog Titanica. U svome dnevniku (na kojemu je temeljena knjiga Drage Hedla, Kako su spašavani putnici broda Titanic: Dramatični dnevnik osječke učiteljice Marije Bartowski, (2012.),[4] i čiji su dijelovi objavljeni u njoj) navodi sve zgode na Carpathiji otkad su primili SOS signal s Titanica preko povratka u New York do povratka u Rijeku. Nakon skoro 100 godina, njezin unuk Branimir Bartowski pokazao je taj dnevnik javnosti, pomoću Nedjeljnog Jutarnjeg.[5][6]

- Josip Car, koji je na Carpathiji radio kao konobar,[7] kao uspomenu pri iskrcaju s Carpathije donio je kući jedan od pet spasilačkih prsluka RMS Titanica. Jedini u Europi sačuvani prsluk za spašavanje s Titanica, te jedan od pet preostalih u svijetu, nakon smrti Josipa Cara njegovi nasljednici predali su na čuvanje, 1938. godine, riječkom Pomorskom i povijesnom muzeju Hrvatskog primorja.[2] Vrijedni predmet s Titanica ležao je zaboravljen u muzejskome depou.[7] Godine 1999. otkrio ga je kustos za pomorstvo u riječkome muzeju Nikša Mendeš a identificirali su ga hrvatski titanikolog i predsjednik Hrvatskog društva Titanic Slobodan Novković i švicarski titanikolog te predsjednik Švicarskog Titanic društva, Günter Bäbler.[2][8] Danas je, nakon restauracije, ponovno dostupan javnosti.[2]

## Vanjske poveznice
- Spasilački prsluk s Titanica član hrabre posade broda – heroja donio je kući gdje godinama kasnije svjedoči o tajnoj vezi Rijeke i Titanica, blagamisterije.com, 14. travnja 2019.
- (engl.) "RMS Carpathia" 1903-1918, sorbie.net